# Kap Musselman
Das Kap Musselman ist ein Kap an der Black-Küste des Palmerlands auf der Antarktischen Halbinsel. Es stellt die südliche Begrenzung der Einfahrt zum Palmer Inlet dar.
Wissenschaftler der East Base der United States Antarctic Service Expedition (1939–1941) entdeckten es 1940 bei Erkundungen zu Land und per Flugzeug. Benannt ist das Kap nach Lytton C. Musselman (1913–1968), Hundeschlittenführer auf der East Base, der an einer Fahrt über das Dyer-Plateau zum Mount Jackson beteiligt war.